# جون لوي (لاعب كرة قدم مواليد 1958)
جون لوي (بالإنجليزية: John Lowey)‏ هو لاعب كرة قدم بريطاني في مركز الهجوم، ولد في 7 مارس 1958 في مانشستر في المملكة المتحدة، وتوفي في 5 أغسطس 2019 في أستراليا. لعب مع بريستون نورث إيند وبلاكبيرن روفرز وشيفيلد وينزداي وشيكاغو ستينغ وكوينزلاند ليونز ومانشستر يونايتد ونادي تشستر سيتي ونادي تشيسترفيلد ونادي يورك سيتي وويغان أتلتيك.